# جاك بيرن (سياسي)
جاك بيرن هو سياسي كندي، ولد في 2 يونيو 1951 في كندا، وتوفي في 4 يونيو 2008 في سانت جونز في كندا. حزبياً، نشط في حزب المحافظين التقدمي في نيوفندلاند ولابرادور ‏.